# Taggtråd

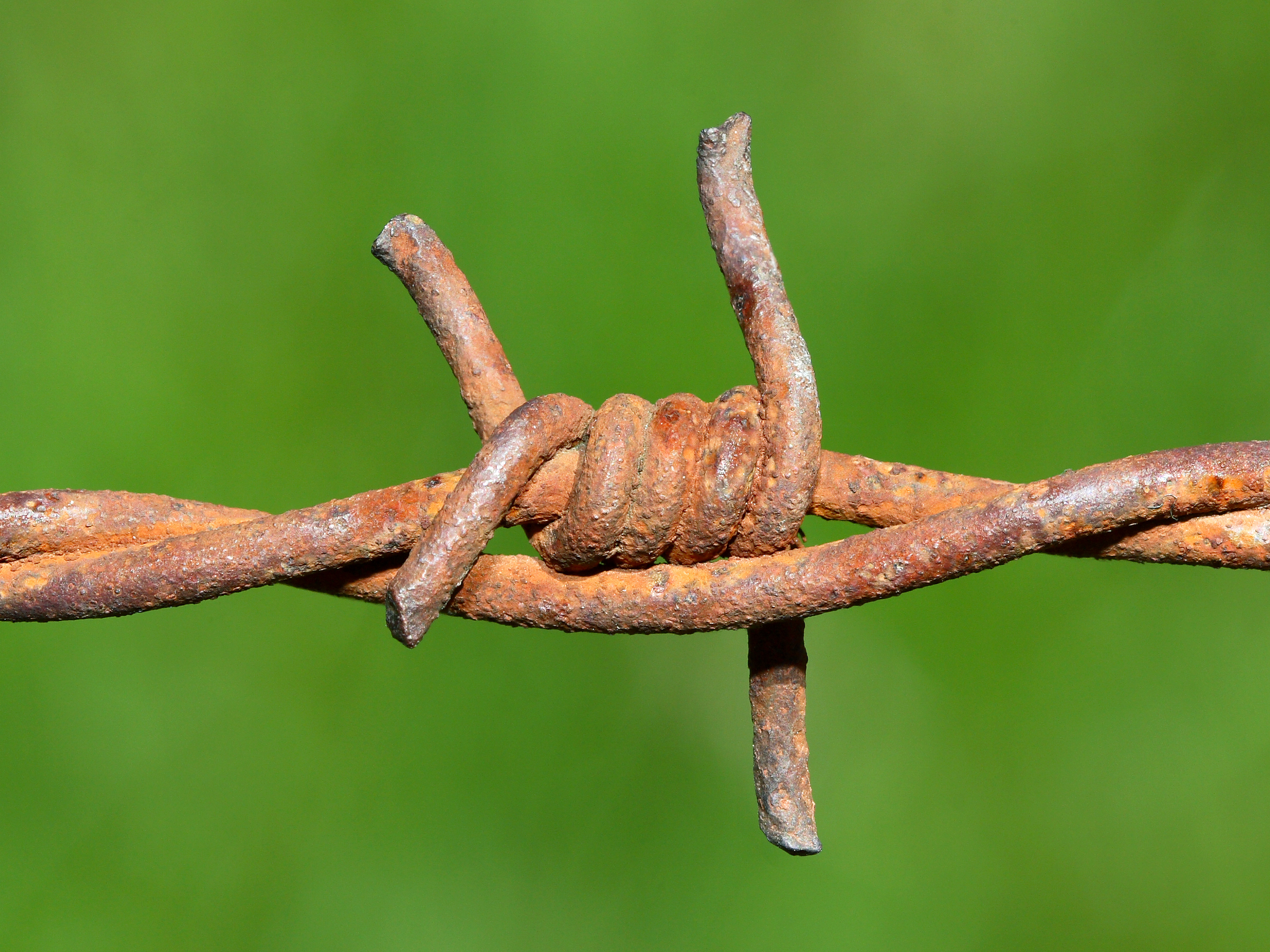
Taggtråd i närbild.

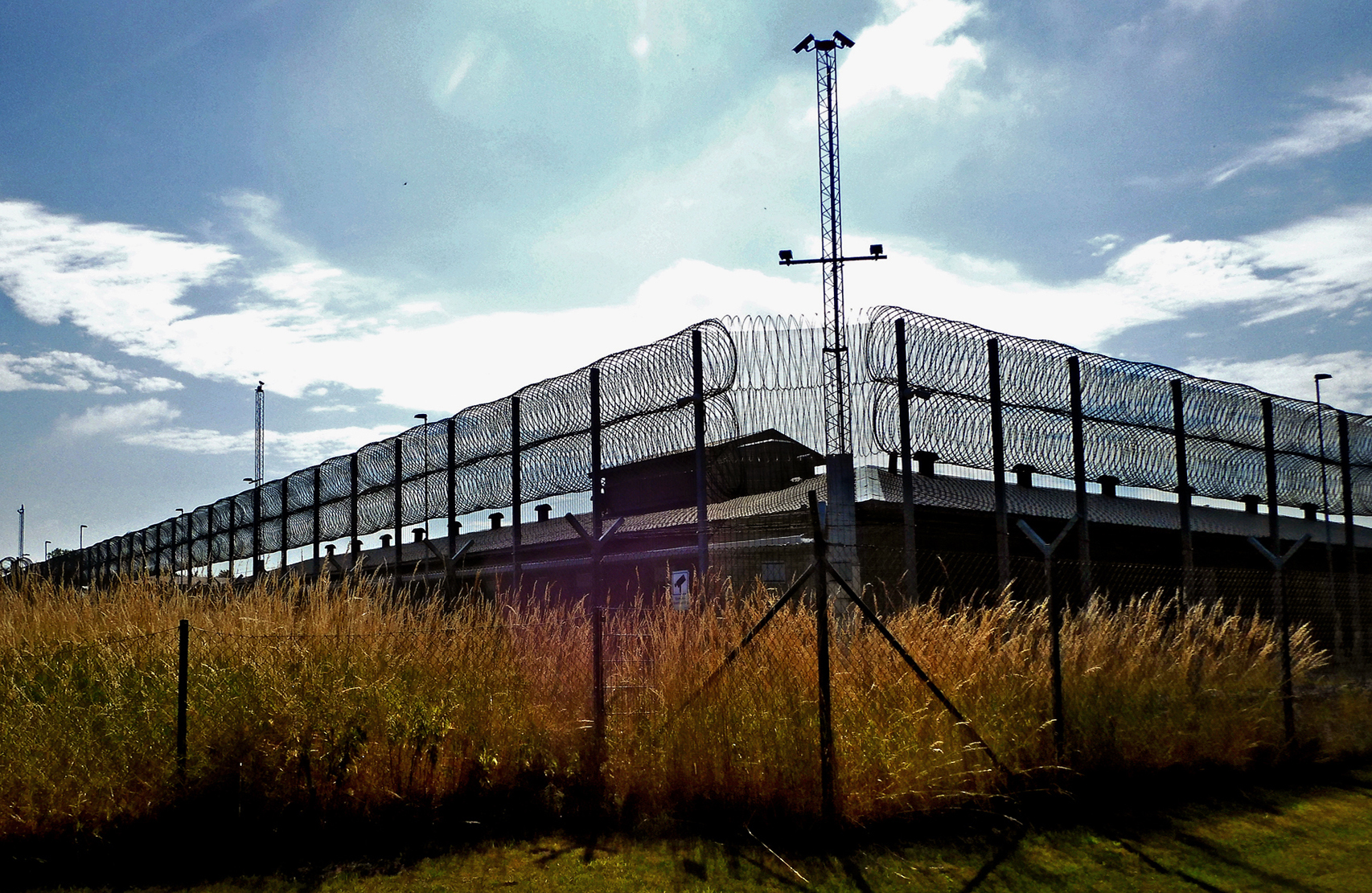
Stängsel med taggtråd och rakbladstråd runtom fångvårdsanstalten i Ystad 2021.

Taggtråd är en typ av stängsel, oftast gjord av galvaniserad ståltråd, beklädd med taggar som är tänkta att orsaka smärta vid kontakt. Smärtan gör att djur och människor undviker att komma i kontakt med taggtråden.

## Ursprung
Olika taggtrådsvarianter dök upp i den nordamerikanska västern under senare hälften av 1800-talet. 1873 lekte bonden Joseph F. Glidden med ståltråd i en kaffekvarn och insåg att de avkapade ståltrådsbitarna kunde bindas fast på en lång ståltråd. 1878 lyckades han få patent på en taggtråd som lämpade sig för massproducering.

## Första världskriget
Taggtrådsrullar kom till stor användning på västfronten under första världskriget, som effektivt hinder framför skyttegravarna mot framstormande infanterister. När stridsvagnarna togs i bruk blev de taggtrådsklädda "spanska ryttarna" mindre betydelsefulla.

## Montering och underhåll
Taggtrådsstängsel är relativt underhållsfria. Man behöver i princip bara se till att stolparna som bär upp stängslet håller god kvalitet och är ordentligt förankrade. Taggtråd sätts numera upp maskinellt och den levereras i stora rullar. Stängsling sker ofta med hjälp av utrullare som körs på en traktor eller dras på marken. Monteringen sker genom att taggtråden antingen lindas runt stolparna eller så slås den fast i stolparna med hjälp av märlor.

## Nackdelar och regler
Till nackdelarna hör att djur som fastnar kan få otrevliga skador. Från och med 1 januari 2010 får i Sverige inte taggtråd förekomma för inhägnad av hästar och andra flyktdjur.

## Varianter

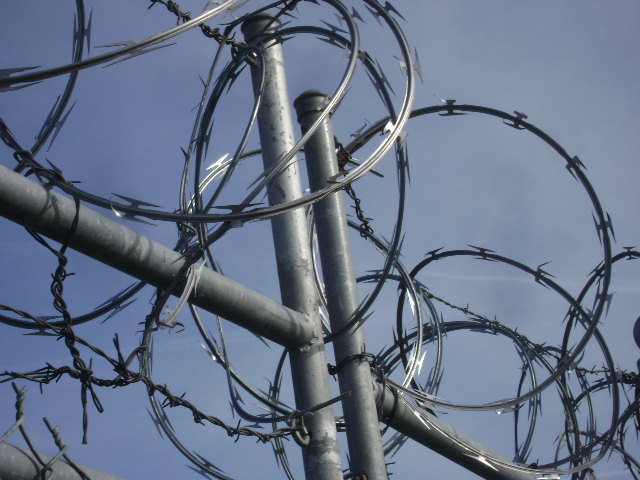
Rakbladstråd (bilden) förväxlas ibland med taggtråd.

En variant av taggtrådsstängsel är concertinatråden, en typ av taggtråd eller rakbladstråd som tillverkats i rullar.